# Notstandsgesetzgebung in Ägypten
Die Notstandsgesetzgebung Ägyptens wurde 1958 mit dem zahlreiche Artikel enthaltenden Gesetz Nr. 162 in Ägypten erlassen und wurde erst am 31. Mai 2012 aufgehoben.

## Unter Nasser und Sadat
Unter Präsident Nasser wurde das Notstandsgesetz 1958 bis 1964 angewandt, dann erneut 1967 (Sechstagekrieg). Auch während der Regierungszeit von Nassers Nachfolger Anwar as-Sadat war das Notstandsgesetz eine bedeutende Grundlage seiner Machtsicherung. Im Mai 1980 erfolgte eine kurze Aussetzung dieser Gesetze (bis zur Ermordung Sadats im Oktober 1981).

## Regierungszeit Mubaraks
Nach der Ermordung von Präsident Anwar as-Sadat am 6. Oktober 1981 durch fundamentalistische Angehörige der ägyptischen Streitkräfte wurde das Notstandsgesetz von dessen Nachfolger Husni Mubarak zur Beruhigung der explosiven innenpolitischen Lage wieder eingeführt (Gesetz 560/1981). Seitdem wurde es immer wieder verlängert bzw. aufrechterhalten.
2005 versprach Mubarak während seiner zu dieser Zeit laufenden Präsidentschaftskampagne zwar, dass er das Notstandsgesetz durch ein neues Anti-Terror-Gesetz ersetzen werde. Stattdessen wurde während seiner Ägide das Notstandsgesetz im Mai 2006, im Mai 2008 und zuletzt im am 11. Mai 2010 wieder und wieder verlängert. Am 11. Mai 2010 für weitere zwei Jahre bis zum 31. Mai 2012 (Vollzugsanordnung 126 vom 30. Juni 2010).
Das politische Leben in Ägypten wurde somit nicht von der Verfassung, sondern von der Notstandsgesetzgebung bestimmt.

## Entwicklung nach dem Sturz Mubaraks
Nach dem Rücktritt Mubaraks am 11. Februar 2011 ließ der in Folge de facto regierende Militärrat die Notstandgesetzgebung weiterhin nicht nur in Kraft, sondern wandte sie sogar stärker als Mubarak an. In einer seiner ersten Verlautbarungen nach dem Sturz Mubaraks hatte der Rat zwar erklärt, der seit 1981 permanent geltende Ausnahmezustand solle „sobald die gegenwärtige Situation beendet sei“, aufgehoben werden – ohne jedoch genau zu definieren, wie dieser Zustand seiner Meinung nach auszusehen hätte, oder wann er den geeigneten Zeitpunkt für gekommen sehen würde.
In seiner 63 Artikel umfassenden Verfassungserklärung vom 30. März 2011 strich der Militärrat auch nicht den die Ausrufung des Notstands betreffenden Artikel 148 der Verfassung von 1971, sondern nahm ihn – mit geringfügigen Einschränkungen – als Art. 59 in dieser Verfassungserklärung auf.
„Die [Verfassungs-]Erklärung geht auch das Problem des Artikels 148 der ehemaligen Verfassung der [die Ausrufung des] Notstands/Ausnahmezustands betrifft, an, indem sie die Zeit des Ausnahmezustand auf sechs Monate begrenzt. Der Ausnahmezustand kann um sechs Monate verlängert werden – vorausgesetzt die Volksversammlung stimmt dem zu und [die Bevölkerung erklärt sich] in einem Referendum damit einverstanden. Der gegenwärtige Notstand/Ausnahmezustand wird aufgehoben/beendet noch bevor Parlamentswahlen stattfinden ...“
Mitte Mai 2011 gab der Oberste Militärrat dann bekannt, dass er noch nicht vorhabe, den Ausnahmezustand auszusetzen, sondern bis nach den ausstehenden Präsidentschafts- und Parlamentswahlen in Kraft zu lassen. Anwendung finden sollten diese Gesetze allerdings nur noch bei Auseinandersetzungen mit konfessionellem Hintergrund, Gewaltverbrechen, mutwilliger Zerstörung von öffentlichem oder privatem Besitz, dem Blockieren von Straßen sowie Angriffen auf Polizei- oder Militärkräfte.
Mitte September 2011 nahm der Militärrat (SCAF) die Übergriffe vom 9. September 2011 auf die israelische Botschaft in Ägypten als Anlass, das Notstandsgesetz – entgegen seinem Versprechen vom Februar 2011 das Gesetz außer Kraft zu setzen – sogar noch auszuweiten.
Man erklärte, dass angesichts des Terrors, der Bedrohung der nationalen Sicherheit und öffentlichen Ordnung, sämtliche Artikel der Notstandsgesetze nun wieder uneingeschränkt Anwendung finden würden.
Nach dem dann erlassenen Dekret 193/2011 des Militärrats sollten die Notstandsgesetze nun auch angewandt werden in Fällen von Besitz oder Handel mit Waffen und Drogen, Rowdytum und bei Fällen von Vandalismus/Zerstörung von (Staats-)Eigentum, Blockierung von Straßen (durch Demonstrationen), Behinderung von Arbeiten (Verbot von Arbeitsniederlegungen/Streiks), Verbreitung von falschen Nachrichten oder falschen Gerüchten. Verfolgung/Strafe wurde auch jedem ägyptischen Bürger angedroht, der die ägyptische Regierung oder den Militärrat kritisierte.

## Militär- und Sondergerichte
Unter Berufung auf das Notstandsgesetz kann der Staat einzelne Personen oder ganze Gruppen ohne Angabe von Gründen willkürlich verhaften, sowohl die Haft als auch die Untersuchungshaft von Personen auf unbegrenzte Zeit verlängern (Langzeithaft) und muss keine Anklageschrift vorlegen oder etwa ein Verfahren gegen sie einleiten (ohne Anklage oder Verfahren). Wird jedoch ein Verfahren eingeleitet, so findet die Gerichtsverhandlung – obwohl es sich bei den Angeklagten in der überwiegenden Zahl um Zivilisten handelt – (außerhalb des zivilen Gerichtswesens) vor Militär- oder Sondergerichten – so genannten Staatssicherheitsgerichten – statt. In den Militär- und Staatssicherheitsgerichten urteilen meist zivile Richter, die wegen ihrer Loyalität zum Staat ausgewählt werden.
Den von einem Militär- oder Staatssicherheitsgericht Verurteilten wird das Recht auf Anfechtung dieses Urteils (Revision) vor einem anderen Zivilgericht bzw. vor einer höheren Instanz verwehrt. Allein dem Staatspräsidenten bleibt es vorbehalten, Urteile der Militär- und Staatssicherheitsgerichte nach Gutdünken außer Kraft bzw. außer Vollzug zu setzen.
Am 7. September 2011 veröffentlichte das Hisham Mubarak Law Center (HMLC) gemeinsam mit der Gruppe „Keine Zivilisten vor Militärgerichte“ einen Bericht mit dem Titel „Tagebuch unter der Militärherrschaft“, in dem festgestellt wurde, dass bisher in der Herrschaft des Obersten Militärrats in Ägypten weitaus mehr Zivilisten vor Militärgerichte gestellt und abgeurteilt wurden, als in der gesamten 30-jährigen Herrschaft Mubaraks. Der Oberste Militärrat habe in seiner nun 7 Monate andauernden Herrschaft rund 12 000 Zivilisten vor Militärgerichte stellen lassen.
In der gesamten Herrschaftszeit Mubaraks hingegen wurden nur 2.000 Zivilisten von Militärgerichten abgeurteilt. Zwei Tage zuvor, am 5. September 2011 hatte General Adel al-Morsy, Leiter der ägyptischen Militärjustiz, in einer Pressekonferenz diese Zahlen vorab bestätigt. Adel al-Morsy teilte mit, dass vom 28. Januar bis zum 29. August 2011 insgesamt 3.863 Verfahren gegen Zivilisten vor Militärgerichten stattgefunden hätten. Gegen insgesamt 11.879 Zivilisten seien Anklagen erhoben worden. 795 Angeklagte seien freigesprochen worden, gegen 6.235 Personen Gefängnisstrafen und bei weiteren 1.836 Bewährungsstrafen verhängt worden. Gegen weitere 1.225 Zivilpersonen seien ebenfalls Gefängnisstrafen verhängt worden. Die Urteile seien aber noch nicht bestätigt worden. 281 Zivilpersonen befänden sich in noch laufenden Verfahren.

## Aufhebung des Ausnahmezustands

### Teilweise Aufhebung
Am 24. Januar 2012 hob der Militärrat das Notstandsgesetz – zunächst teilweise – auf. Unmittelbar vor dem Jahrestag der Revolution versuchte man den zu erwartenden Demonstrationen gegen die Machtfülle des Militärs entgegenzuwirken. Eine Hintertür hielt der Militärrat sich allerdings offen: Man erklärte, dass das Notstandsgesetz weiterhin in Fällen von Rowdytum angewandt werde. Unter Verwendung dieses schwammigen Begriffs hatte der Militärrat in der Vergangenheit immer wieder Demonstranten festnehmen und zu teils hohen Haftstrafen verurteilen lassen. Aus diesem Grunde forderten dann auch verschiedene Menschenrechtsgruppen, Parteien oder auch das US-Außenministerium den Militärrat auf, das Notstandsgesetz vollständig aufzuheben, weil man die Strafgesetze für völlig ausreichend hielt.

### Vollständige Aufhebung
Am 31. Mai 2012 wurde der Notstand schließlich vollständig aufgehoben. Die noch unter Mubarak (und dem von ihm abhängigen Parlament) bewilligte 2-jährige Verlängerung (s. o.) lief an diesem Datum ab und eine Verlängerung hätte von einer Mehrheit der ägyptischen Volksversammlung bewilligt werden müssen (s. Art. 59 der Interimsverfassung vom 30. März 2011). Die Freiheits- und Gerechtigkeitspartei der Muslimbrüder und andere ihr nahestehende Parteien besaßen jedoch zu dieser Zeit im (vom ägyptischen Verfassungsgericht noch nicht für rechtswidrig gewählt erklärten) Parlament eine deutliche Mehrheit und es konnte kaum angenommen werden, dass eine Zustimmung erreicht werden könnte. Zudem hätte eine zu diesem Zeitpunkt verstärkt aufkommende Debatte über den Sinn/Unsinn des Notstandsgesetzes die bis dahin noch nicht entschiedene Präsidentenwahl (Anstehende Stichwahl: Mohammed Mursi/Ahmad Schafiq am 16./17. Juni 2012), den vom Militär favorisierten Kandidaten Schafiq mit Sicherheit geschwächt.

## Neues Dekret 2012
Am 4. Juni (veröffentlicht am 13. Juni) 2012 erließ Justizminister Adel Abdel Hamid das Dekret No. 4991 von 2012, das genau die Maßnahmen und Strafen wieder androhte, von denen man glaubte, sie mit der Aufhebung des Notstandsgesetzes hinter sich gelassen zu haben. Der Erlass basierte auf dem Gesetz 25 zur Militärjustiz aus dem Jahr 1966
Laut Dekret konnten Militärkräfte nun wieder Zivilisten festnehmen.
Jeden Ägypter der „Handlungen begeht, die die Sicherheit des Staats bedrohen oder der Regierung schaden, die Anordnungen [des Militärs] nicht befolgt, oder es [das Militär] verbal o.a. beleidigt, Gebäude, historische Monumente oder anderes öffentliches Eigentum beschädigt/zerstört, den Verkehr blockiert oder die Arbeit von öffentlichen Institutionen behindert, oder aber [andere] Bürger/innen bedroht oder terrorisiert.“
Das Dekret wurde von zahlreichen Menschenrechtsorganisationen politischen Parteien und Gruppierungen scharf kritisiert. So erklärte z. B. die Jugendbewegung des 6. April, dass dieses Dekret die ungebrochene Kontinuität des „tiefen Sicherheitsstaates“ in Ägypten deutlich mache. Mohamed Zaree vom Kairoer Institut für Menschenrechtsstudien (CIHRS) kommentierte folgendermaßen:
„Diese Entscheidung ist illegal. Die Verhaftung von Zivilisten fällt nicht in den Zuständigkeitsbereich des Militärs, es sei denn sie würden Besitz des Militärs beschädigen, wie z. B. Flugzeuge, U-Boote oder militärische Produktionsanlagen. Die Verhaftung von Zivilisten, die gegen das Strafrecht (Criminal Code) verstoßen, ist Sache der Polizeikräfte.“
Magda Boutros von der Egyptian Initiative for Personal Rights (EIPR) ergänzte:
„...[Dieses Dekret] eröffnet dem Militär ausgedehnte Möglichkeiten um Durchsuchungen und Festnahmen vorzunehmen, für Vorgänge, die nach dem Strafgesetz verfolgt werden, wie z. B. die Beschädigung von öffentlichem Eigentum, Streiks, Behinderung des Verkehrs durch das Blockieren von Straßen, oder aber auch ‚thuggery’ [Rowdytum]...“
Laut Justizministerium sollte die Bestimmungen des Dekrets bis zum in Kraft treten einer neuen (noch zu erarbeitenden) Verfassung Anwendung finden.
Insgesamt 17 Menschenrechtsorganisationen legten in Folge vor dem Obersten Verwaltungsgericht Ägyptens Beschwerde gegen den Erlass ein. Am 26. Juni 2012 wurde das Dekret vom First Circuit Administrative Court annulliert.
Trotz dieses Urteils blieb jedoch weiterhin offen, was mit den Ägyptern geschehen soll, die seit dem Sturz Mubaraks vom Militär inhaftiert worden sind.
Nach Schätzungen von Menschenrechtsgruppen hat das de facto regierende Militär seit Februar vergangenen Jahres etwa 16.000 Zivilisten in Haft genommen und die meisten von ihnen ohne faires Verfahren von Militärgerichten zu Haftstrafen, teilweise sogar zu Todesstrafen, verurteilen lassen (s. z. B. das Militärgerichtsverfahren gegen den – mittlerweile wieder freigekommenen – Blogger Maikel Nabil Sanad).

## Inhalt der Notstandgesetzgebung
- Art. 1: Der Staat (soll heißen: Ausschließlich der Präsident / s. u. Art. 2) kann den Notstand bzw. Ausnahmezustand in [ganz] Ägypten oder für ein bestimmtes Gebiet [Ägyptens] ausrufen, wenn durch Krieg, Aufstände, Katastrophen oder Krankheitsepidemien die öffentliche Sicherheit und Ordnung [in Ägypten] in Gefahr ist.

- Art. 2: Die Ausrufung des Ausnahmezustands kann nur durch den Präsidenten der Republik erfolgen. Seine Erklärung muss den Grund [für die Ausrufung des Notstands], für welche Gebiete (Ägyptens) er gelten soll, und ab wann das Notstandsgesetz angewendet werden soll (in Kraft tritt), beinhalten.

- Art. 3: Hat der Präsident der Republik den Notstand ausgerufen, können folgende Maßnahmen ergriffen werden:
  - 1. Die Versammlungsfreiheit kann eingeschränkt werden; Verbote, den Wohn-/Aufenthaltsort zu verlassen, können ausgesprochen; Ausgangssperren für bestimmte Orte können für bestimmte Zeiten verhängt werden.
    - Verhaftungen von „Verdächtigen“, von denen man annimmt, dass sie die öffentliche Ordnung stören könnten, können (ohne jede Begründung) vorgenommen werden.
    - Privatwohnungen können ohne jede Angabe von Gründen durchsucht werden.

  - 2. Die Sicherheitskräfte haben das Recht, Publikationen/Medien ganz gleich welcher Art zu beschlagnahmen (Zeitungen, Broschüren/Flugblätter, Reklame-Anzeigen), oder dürfen sie kontrollieren – noch bevor sie publiziert werden.
  - 3. Der Staat hat das Recht, Geschäfte zu schließen, andere zu eröffnen, Geschäfte in bestimmten Gebieten zu schließen.
  - 4. Der Staat hat das Recht, Personen oder Unternehmen, von denen angenommen wird, dass von ihnen eine Gefahr für die öffentliche Ordnung ausgeht, zu enteignen.
  - 5. Der Staat hat das Recht, nicht registrierte Waffen oder Waffendepots zu beschlagnahmen.
  - 6. Der Staat hat das Recht, bestimmte Gebiete zu evakuieren, Transporte in bestimmte Areale (hinein) zu verbieten.
  - 7. Der Staat hat das Recht, Personen zu durchsuchen. Er kann verlangen, dass sie sich ausweisen.

- Art. 3B: Eine Person, die nach den o. g. Bestimmungen festgenommen worden ist, kann gegen die Festnahme erst nach Ablauf von sechs Monaten protestieren / Berufung einlegen. (s. u. = Art. 6)
  - Wenn ein Häftling sich darum bemüht, freigelassen zu werden, kann nur der Präsident der Republik ein Gericht dazu veranlassen, ihn (dann auch tatsächlich) zu entlassen

- Art. 5: Die Gefangenen werden zu harter Arbeit und einer Geldstrafe von 40 000 ägyptischen Pfund verurteilt.

- Art. 6: (Erst) nach 6 Monaten muss ein Inhaftierter einem Gericht für eine Verhandlung vorgeführt werden. (s. o. = Art. 3 B) ...

- Art. 13: Allein der Präsident der Republik hat das Recht, jede Entscheidung eines Gerichts zu verwerfen. Er kann (allerdings auch) einen Häftling begnadigen und veranlassen, dass ein Häftling (entgegen einem bereits gefälltes Urteil) wieder auf freien Fuß gesetzt wird.